# DDR-Rundfahrt 1986
Die 34. DDR-Rundfahrt fand vom 16. bis zum 22. Juni 1986 statt. Sie führte mit sieben Etappen über 754 km. Die 3. Etappe fand auf dem Kurs des Rennens Rund um die Hainleite statt. Gesamtsieger der Rundfahrt wurde Uwe Ampler.

## Teilnehmer
Am Start waren 16 Mannschaften mit jeweils sechs Fahrern. Neben zwei Nationalmannschaften der DDR starteten Teams aus Bulgarien, der ČSSR, Kuba, Polen und Ungarn, sowie eine Auswahlmannschaft aus Guadeloupe (drei Fahrer). Die Fahrer der DDR-Sportclubs waren auf Regionalteams aufgeteilt.

## Trikots
Bei dieser Rundfahrt wurden sechs Trikots vergeben: das Gelbe Trikot des Gesamtbesten, das Blaue der besten Mannschaft, das Violette des aktivsten Fahrers, das Grüne des besten Bergfahrers, das Rosa des vielseitigsten Fahrers und das Weiße des besten Nachwuchsfahrers.

## Etappen
Die Rundfahrt erstreckte sich mit sieben Etappen über 754 km.

### 1. Etappe:Erfurt–Dachwig(Mannschaftszeitfahren), 35 km
|    | Mannschaft                | Zeit       |
| -- | ------------------------- | ---------- |
| 1. | DDR I                     | 39:39 min  |
| 2. | ČSSR                      | + 1:39 min |
| 3. | SC Turbine Erfurt         | + 1:50 min |
| 4. | DDR II                    | + 2:04 min |
| 5. | ASK Vorwärts Frankfurt/O. | + 2:09 min |
| 6. | SC Cottbus                | + 2:51 min |

### 2. Etappe: Rund um dieWartburg, 102 km
|    | Fahrer           | Mannschaft                | Zeit       |
| -- | ---------------- | ------------------------- | ---------- |
| 1. | Uwe Ampler       | DDR I                     | 5:08:21 h  |
| 2. | Uwe Zeidler      | DDR II                    | + 0:05 min |
| 3. | Hardy Gröger     | ASK Vorwärts Frankfurt/O. | + 0:10 min |
| 4. | Vladimír Kozárek | ČSSR                      | + 0:15 min |
| 5. | Thomas Schmidt   | SC Turbine Erfurt         | + 0:15 min |
| 6. | Hans Matern      | DDR II                    | + 0:15 min |

### 3. Etappe:Rund um die Hainleite, 202 km
|    | Fahrer       | Mannschaft         | Zeit       |
| -- | ------------ | ------------------ | ---------- |
| 1. | Mario Kummer | DDR I              | 5:22,46 h  |
| 2. | Olaf Ludwig  | DDR I              | + 0:09 min |
| 3. | Jan Schur    | SC DHfK Leipzig    | + 0:14 min |
| 4. | André Hans   | SC Dynamo Berlin   | + 0:19 min |
| 5. | Frank Bauta  | SC Karl-Marx-Stadt | + 0:19 min |
| 6. | Uwe Raab     | DDR I              | + 0:19 min |

### 4. Etappe:Tabarz–Großer Inselsberg(Bergzeitfahren), 7 km
|    | Fahrer          | Mannschaft                | Zeit       |
| -- | --------------- | ------------------------- | ---------- |
| 1. | Uwe Ampler      | DDR I                     | 18:44 min  |
| 2. | Thomas Kassau   | SC Turbine Erfurt         | + 0:33 min |
| 3. | Volkmar Meinert | ASK Vorwärts Frankfurt/O. | + 0:39 min |
| 4. | Lutz Lötzsch    | SC Karl-Marx-Stadt        | + 0:58 min |
| 5. | Hardy Gröger    | ASK Vorwärts Frankfurt/O. | + 0:59 min |
| 6. | Thomas Schmidt  | SC Turbine Erfurt         | + 1:00 min |

### 5. Etappe: Rund um Tabarz, 180 km
|    | Fahrer        | Mannschaft                | Zeit       |
| -- | ------------- | ------------------------- | ---------- |
| 1. | Thomas Barth  | DDR I                     | 5:09:28 h  |
| 2. | Hans Matern   | DDR II                    | + 0:07 min |
| 3. | Olaf Jentzsch | DDR II                    | + 0:30 min |
| 4. | Hardy Gröger  | ASK Vorwärts Frankfurt/O. | + 0:36 min |
| 5. | Ralf Schmidt  | DDR II                    | + 0:36 min |
| 6. | Jan Schur     | SC DHfK Leipzig           | + 0:36 min |

### 6. Etappe: Rund imThüringer Wald, 193 km
|    | Fahrer         | Mannschaft                | Zeit       |
| -- | -------------- | ------------------------- | ---------- |
| 1. | Olaf Ludwig    | DDR I                     | 5:47:54 h  |
| 2. | Jan Schur      | SC DHfK Leipzig           | + 0:05 min |
| 3. | Hardy Gröger   | ASK Vorwärts Frankfurt/O. | + 0:10 min |
| 4. | André Hans     | SC Dynamo Berlin          | + 0:15 min |
| 5. | Frank Bauta    | SC Karl-Marx-Stadt        | + 0:15 min |
| 6. | Matthias Lendt | SC Turbine Erfurt         | + 0:15 min |

### 7. Etappe:  Erfurt – Dachwig – Erfurt (Einzelzeitfahren), 35 km
|    | Fahrer         | Mannschaft                | Zeit       |
| -- | -------------- | ------------------------- | ---------- |
| 1. | Uwe Ampler     | DDR I                     | 43:09 min  |
| 2. | Jan Gloßmann   | SC Cottbus                | + 0:36 min |
| 3. | Olaf Ludwig    | DDR I                     | + 0:58 min |
| 4. | Ralf Schmidt   | DDR II                    | + 1:21 min |
| 5. | Hardy Gröger   | ASK Vorwärts Frankfurt/O. | + 1:30 min |
| 6. | Matthias Lendt | SC Turbine Erfurt         | + 1:38 min |

## Gesamtwertungen

### Gelbes Trikot (Einzelwertung)
|     | Fahrer           | Mannschaft                | Zeit       |
| --- | ---------------- | ------------------------- | ---------- |
| 01. | Uwe Ampler       | DDR I                     | 22:30:57 h |
| 02. | Hardy Gröger     | ASK Vorwärts Frankfurt/O. | + 3:07 min |
| 03. | Lutz Lötzsch     | SC Karl-Marx-Stadt        | + 3:24 min |
| 04. | Matthias Lendt   | SC Turbine Erfurt         | + 3:42 min |
| 05. | Thomas Schmidt   | SC Turbine Erfurt         | + 4:07 min |
| 06. | Hans Matern      | DDR II                    | + 4:36 min |
| 07. | Jens Heppner     | DDR II                    | + 4:37 min |
| 08. | Holger Müller    | SC Karl-Marx-Stadt        | + 5:13 min |
| 09. | Vladimír Kozárek | ČSSR                      | + 6:48 min |
| 10. | Jürgen Trawny    | SC Cottbus                | + 7:50 min |

### Blaues Trikot (Mannschaft)
|    | Mannschaft                | Zeit        |
| -- | ------------------------- | ----------- |
| 1. | DDR II                    | 68:27:55 h  |
| 2. | DDR I                     | + 03:12 min |
| 3. | SC Karl-Marx-Stadt        | + 09:24 min |
| 4. | SC Turbine Erfurt         | + 10:11 min |
| 5. | ASK Vorwärts Frankfurt/O. | + 26:37 min |
| 6. | SC Cottbus                | + 31:11 min |

### Violettes Trikot (Aktivster Fahrer)
|    | Fahrer       | Mannschaft | Punkte |
| -- | ------------ | ---------- | ------ |
| 1. | Ralf Schmidt | DDR II     | 21     |
| 2. | Hans Matern  | DDR II     | 13     |
| 3. | Thomas Barth | DDR I      | 11     |

### Grünes Trikot (Bester Bergfahrer)
|    | Fahrer       | Mannschaft | Punkte |
| -- | ------------ | ---------- | ------ |
| 1. | Uwe Ampler   | DDR I      | 46     |
| 2. | Hans Matern  | DDR II     | 34     |
| 3. | Thomas Barth | DDR I      | 29     |

### Rosa Trikot (Vielseitigster Fahrer)
|    | Fahrer       | Mannschaft | Punkte |
| -- | ------------ | ---------- | ------ |
| 1. | Uwe Ampler   | DDR I      | 21     |
| 2. | Thomas Barth | DDR I      | 10     |
| 3. | Hans Matern  | DDR II     | 09     |

### Weißes Trikot (Nachwuchsfahrer)
|    | Fahrer         | Mannschaft         |
| -- | -------------- | ------------------ |
| 1. | Thomas Schmidt | SC Turbine Erfurt  |
| 2. | Frank Bauta    | SC Karl-Marx-Stadt |
| 3. | Ralf Schmidt   | DDR II             |

## Anmerkung
1. ↑  Bei allen Zeitangaben sind die Etappenzeitgutschriften bereits mit eingerechnet.